# Tony Martin (Schauspieler, 1913)

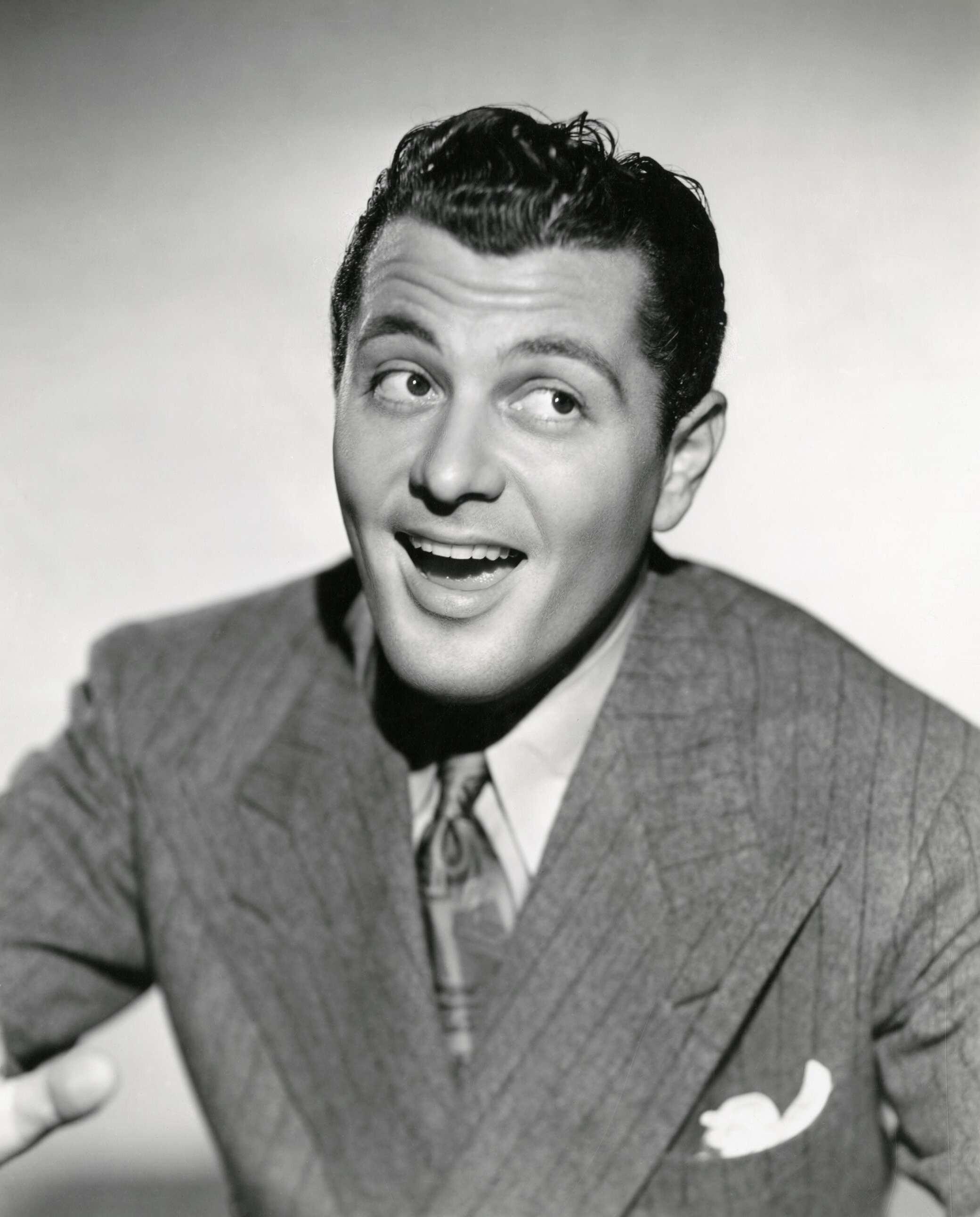
Tony Martin (1940)

Tony Martin (eigentlich Alvin Morris; * 25. Dezember 1913 in Oakland, Kalifornien; † 27. Juli 2012 in West Los Angeles, Kalifornien) war ein US-amerikanischer Sänger und Schauspieler, der zwischen 1935 und 1960 große Erfolge vor allem in Filmmusicals feierte.

## Leben
Alvin Morris wurde 1913 in eine portugiesisch-jüdische Familie in Kalifornien geboren. Bereits mit zehn Jahren erhielt er von seiner Großmutter ein Sopransaxophon geschenkt. Im Schulorchester spielte er dieses Instrument und sang als Knabensopran. Auf der High School gründete er die Jazz-Band The Red Peppers. Doch schon bald darauf schloss er sich einem Orchester an, das von Tom Guran geleitet wurde (unter den Mitgliedern waren spätere Größen wie Woody Herman und Ginny Simms). Er spielte regelmäßig im Palace Hotel in San Francisco und trat bei der Weltausstellung 1933 in Chicago auf. 1934 verließ Morris die Band und ging nach Hollywood, um sein Glück beim Film zu versuchen. Dazu nahm er den Künstlernamen Tony Martin an.
Seine ersten Einsätze bekam er dort im Radio; er trat unter anderem in den Radioshows von George Burns und Gracie Allen auf. Im Kino war er zunächst nur in kleineren Rollen zu sehen, so z. B. 1936 als Matrose in Marine gegen Liebeskummer mit Fred Astaire und Ginger Rogers in den Hauptrollen. Martin arbeitete für die Filmstudios 20th Century Fox und Metro-Goldwyn-Mayer, die ihn Ende der 1930er Jahre Hauptrollen in einer Reihe von Filmmusicals gaben. So sang und spielte er an der Seite von Hollywoodstars wie Judy Garland und Betty Grable (Der springende Punkt), Barbara Stanwyck und Joel McCrea (Mississippi-Melodie), Rita Hayworth (Music in My Heart), Judy Garland, Hedy Lamarr und Lana Turner (Mädchen im Rampenlicht) und den Marx Brothers (Die Marx Brothers im Kaufhaus).
Zwischen 1938 und 1942 nahm er außerdem mehrere Schallplatten beim Label Decca Records auf, meist mit Liedern aus seinen Filmen. Sein Song The Tenement Symphony aus der Marx-Brothers-Komödie Die Marx Brothers im Kaufhaus von 1941 wurde schon damals als eher unfreiwillig komisches Highlight des Films empfunden. Auch wenn es ihm zunächst keinen kommerziellen Erfolg brachte, entwickelte es sich zu einer Art „Erkennungsmelodie“ für Martin. Wo immer er später auftrat, musste er dieses Stück spielen.
Nach dem Angriff Japans auf Pearl Harbor im Dezember 1941 ging Martin zur United States Navy. Wegen Gerüchten, die nie bewiesen wurden, er habe Bestechungsgelder eines Offiziers angenommen, wechselte er zur Army Air Force, der Vorgängerin der United States Air Force. Trotz bester Leistungen beschädigten auch hier die Gerüchte seine Reputation. Selbst die großen Schallplattenfirmen weigerten sich daraufhin, ihm einen Vertrag zu geben. So landete er bei Mercury Records, damals ein kleines Independent-Label.
Zwischen 1946 und 1947 nahm er fünf Platten für Mercury auf, darunter 1946 To Each His Own, was ein Millionenseller wurde. So zeigte auch RCA Records wieder Interesse, die ihn 1947 unter Vertrag nahmen. Martins größter Erfolg wurde 1949 There’s No Tomorrow, ein Cover des neapolitanischen Volksliedes „O sole mio“, das auch Elvis Presleys It’s Now or Never zugrunde liegt. In den 1940er und 1950er Jahren trat Martin in einer Reihe weiterer Musikfilme auf. Sein Duett mit Joan Weldon, Lover, Come Back to Me, aus dem Film Tief in meinem Herzen von 1954 – Musik Sigmund Romberg, in der Hauptrolle José Ferrer – gilt als ein Highlight in der Hollywood-Musical-Geschichte.
Durch seine Popularität bekam er 1954 ein Angebot für ein eigenes Fernsehformat. Bis 1956 moderierte er die Tony Martin Show.
1937 heiratete Martin die Schauspielerin Alice Faye; die Ehe wurde 1941 geschieden. Von 1948 an war er bis zu deren Tod im Jahr 2008 mit der Schauspielerin Cyd Charisse verheiratet, die ihren Nachnamen aus erster Ehe behielt. Das Paar hatte einen gemeinsamen Sohn, Tony Martin Jr. (1949–2011), der mit dem norwegischen Model („Playmate of the year“ 1972 in den USA), der Schauspielerin Liv Lindeland-Martin verheiratet war. Zudem hatte Charisse ihren Sohn Nicholas (* 1942, genannt Nicky) aus ihrer ersten Ehe mit dem Choreografen Nico Charisse in die Familie gebracht.
Zusammen mit seiner Frau war Martin in den Filmen Du bist so leicht zu lieben und Viva Las Vegas zu sehen. Seine Hochzeitsreise führte das Paar 1948 nach London, wohin es beide Eheleute seitdem auch beruflich immer wieder hingezogen hat. So spielte Charisse 1986 die Rolle der Lady Hadwell im Bühnenmusical Charlie Girl im Victoria Palace Theatre, Martin hatte in den 1950er Jahren regelmäßig Engagements im London Palladium und trat in den 1990er Jahren wiederholt im Café Royal auf. Noch 2008 stand er mit Mitte 90 auf der Bühne und war damit einer der letzten aktiven Künstler seiner Ära. Martin starb 2012 im Alter von 98 Jahren in Los Angeles und wurde auf dem Hillside Memorial Park Cemetery in Culver City, Kalifornien, beigesetzt.

## Musik
Erfolgreiche Titel von Tony Martin waren:
- Now It Can Be Told (1939)
- South of the Border (1939)
- The Tenement Symphony (1941)
- Tonight We Love (1941) – #5
- To Each His Own (1946) – #4
- Rumours Are Flying (1946) – #9
- For Every Man There’s a Woman (1948) – #30
- There’s No Tomorrow (1949) – #2
- I Said My Pajamas (and Put On My Prayers) (1949) (Duett mit Fran Warren) – #5
- Take a Letter, Miss Smith (1949) (Duett mit Fran Warren)
- Domino (1951) – #10
- I Get Ideas (1951) (Adaption des Argentinischen Tangos „Adios Muchachos“)
- I Hear a Rhapsody (1952)
- Here (1953)
- Walk Hand in Hand (1956)

## Filmografie
- 1936: Marine gegen Liebeskummer (Follow the Fleet)
- 1936: The Farmer in the Dell
- 1936: Murder on a Bridle Path
- 1936: The Witness Chair
- 1936: Poor Little Rich Girl
- 1936: Back to Nature
- 1936: Sing, Baby, Sing
- 1936: Der springende Punkt (Pigskin Parade)
- 1936: Mississippi-Melodie (Banjo on My Knee)
- 1937: The Holy Terror
- 1937: Sing and Be Happy
- 1937: You Can’t Have Everything
- 1937: Life Begins in College
- 1937: Ali Baba geht in die Stadt (Ali Baba Goes to Town)
- 1938: Sally, Irene and Mary
- 1938: Kentucky Moonshine
- 1938: Up the River
- 1938: Thanks for Everything
- 1939: Winner Take All
- 1940: Music in My Heart
- 1941: Mädchen im Rampenlicht (Ziegfeld Girl)
- 1941: Die Marx Brothers im Kaufhaus (The Big Store)
- 1946: Bis die Wolken vorüberzieh’n (Till the Clouds Roll By)
- 1948: Casbah – Verbotene Gassen (Casbah)
- 1951: Drei Frauen erobern New York (Two Tickets to Broadway)
- 1952: Vor dem neuen Tag (Clash by Night)
- 1953: Here Come the Girls
- 1953: Du bist so leicht zu lieben (Easy to Love)
- 1954: Tief in meinem Herzen (Deep in My Heart)
- 1955: In Frisco vor Anker (Hit the Deck)
- 1956: Viva Las Vegas (Meet Me in Las Vegas)
- 1956: Verraten und verkauft (Quincannon – Frontier Scout)
- 1957: Let’s Be Happy
- 1982: Dear Mr. Wonderful